# 38e Assemblée générale de l'Île-du-Prince-Édouard
La 38e Assemblée générale de l'Île-du-Prince-Édouard fut en séance du 29 mars 1916 au 26 juin 1919. Le parti conservateur dirigé par John Alexander Mathieson forma le gouvernement. Aubin-Edmond Arsenault a succédé à Mathieson comme Premier ministre et chef de parti en 1917.
John S. Martin fut élu président. Albert P. Prowse devint président en 1918.
Il y eut cinq sessions à la 38e Assemblée générale :
| Session | Début        | Fin           |
| ------- | ------------ | ------------- |
| 1re     | 29 mars 1916 | 4 mai 1916    |
| 2e      | 4 août 1916  | 5 août 1916   |
| 3e      | 15 mars 1917 | 26 avril 1917 |
| 4e      | 26 mars 1918 | 26 avril 1918 |
| 5e      | 2 avril 1919 | 4 mai 1919    |

## Membres

### Kings
| Circonscription | Membre de l'assemblée | Membre de l'assemblée  | Parti        | Conseiller | Conseiller                                          | Parti                |
| --------------- | --------------------- | ---------------------- | ------------ | ---------- | --------------------------------------------------- | -------------------- |
| 1er Kings       |                       | Augustine A. MacDonald | Conservateur |            | John McLean Harry D. McLean                         | Conservateur         |
| 2e Kings        |                       | Harvey D. McEwen       | Conservateur |            | James D. McInnis R. J. MacDonald (1917)             | Libéral Conservateur |
| 3e Kings        |                       | John A. Dewar          | Conservateur |            | James J. Johnston                                   | Libéral              |
| 4e Kings        |                       | Albert Prowse          | Conservateur |            | Murdock MacKinnon                                   | Conservateur         |
| 5e Kings        |                       | Roderick J. McLellan   | Conservateur |            | John Alexander Mathieson James David Stewart (1917) | Conservateur         |

### Prince
| Circonscription | Membre de l'assemblée | Membre de l'assemblée   | Parti        | Conseiller | Conseiller           | Parti        |
| --------------- | --------------------- | ----------------------- | ------------ | ---------- | -------------------- | ------------ |
| 1er Prince      |                       | Benjamin Gallant        | Libéral      |            | Charles Dalton       | Conservateur |
| 2e Prince       |                       | Albert Charles Saunders | Libéral      |            | William H. Dennis    | Libéral      |
| 3e Prince       |                       | Aubin-Edmond Arsenault  | Conservateur |            | Alfred Edgar MacLean | Libéral      |
| 4e Prince       |                       | John Howatt Bell        | Libéral      |            | Walter Maxfield Lea  | Libéral      |
| 5e Prince       |                       | James A. MacNeill       | Conservateur |            | Hubert Howatt        | Libéral      |

### Queens
| Circonscription | Membre de l'assemblée | Membre de l'assemblée | Parti        | Conseiller | Conseiller           | Parti        |
| --------------- | --------------------- | --------------------- | ------------ | ---------- | -------------------- | ------------ |
| 1er Queens      |                       | Murdock Kennedy       | Conservateur |            | Alexander J. McNevin | Conservateur |
| 2e Queens       |                       | George E. Hughes      | Libéral      |            | John McMillan        | Libéral      |
| 3e Queens       |                       | Leonard Wood          | Conservateur |            | David McDonald       | Libéral      |
| 4e Queens       |                       | John S. Martin        | Conservateur |            | George Forbes        | Libéral      |
| 5e Queens       |                       | James Paton           | Conservateur |            | Stephen Rice Jenkins | Conservateur |